# البغيل (الحديدة)

تعديل مصدري - تعديل

البغيل هي إحدى قرى مديرية الجراحي، التابعة لمحافظة الحديدة اليمنية، بلغ تعداد سكانها 1164 نسمة حسب الإحصاء الذي أجري عام 2004.